# Свято-Михайлівська церква (Солониця)
Свято-Михайлівська церква (Архангело-Михайлівська церква) - православна церква в селі Солониця Кременчуцького повіту Полтавської губернії (зараз Кременчуцького району Полтавської області). Церква перенесена з Келеберди.

## Історія
Опис церкви у Кліровій книзі Полтавської Єпархії (2-го благочинного округу Кременчуцького повіту) на 1902 рік:
547. Села Солониці Архангело-Михайлівська церква, дерев'яна, з такою самою дзвіницею, побудована у 1865 році; церковна сторожка; церковна бібліотека; школа грамоти; землі ружної 35 десятин; платні в рік священникам 1-му 140 руб., 2-му 70 руб., псаломщикам 1-му 36 руб., 2-му 30 руб.; церква від Консисторії в 100 верствах.
Парафіян 1968 д.ч.с. та 1901 д.ж.с.
У приході села: Жужманівка, Нагорна-Бутоярівка, хутори: Матвіїці, Пархоменки, Безуглі, Горбані, Липки, Радченки, Білани, Матюхи, Штефани, Бондарі, Мищенки, Нагнібіди, Грабки, Гноєві.
Священники: Петро Іоаннов Кущинський - у сані священника з 1862 року, камілавка 1895р. та Хрисаїф Павлов Афанасьєф - у сані священника з 1885 року, скуфья 1898р.
Псаломщики: діякон, Василій Зінов'єв Сквалецький - у сані 1891р. та Іоким Димитров Орловський - на посаді 1865р.
Церковний строста козак Олексій Макарієв Найда.

Заштатний псаловщик Василій Андрєєв Хандажевський.
Затверджений на посаді старости 8 грудня 1916 року козак Дмитро Матвієць.
Зараз релігійна громада УПЦ (Московського патріархату). РЕЛІГІЙНА ГРОМАДА СВЯТО-МИХАЙЛІВСЬКОЇ УКРАЇНСЬКОЇ ПРАВОСЛАВНОЇ ЦЕРКВИ С. СОЛОНИЦЯ КОЗЕЛЬЩИНСЬКОГО РАЙОНУ зареєстрована 13.01.1997 за юридичною адресою 39141, Полтавська обл., Козельщинський район, село Солониця. Керівником організації є МАТВІЇВ БОГДАН БОГДАНОВИЧ. 